# داميانو دامياني
داميانو دامياني (بالإيطالية: Damiano Damiani)‏ (و. 1922 – 2013 م) هو مخرج سينمائي، وممثل، وكاتب سيناريو، وكاتب من إيطاليا .
توفي في روما .

## روابط خارجية
- داميانو دامياني على موقع IMDb (الإنجليزية)
- داميانو دامياني على موقع مونزينجر (الألمانية)
- داميانو دامياني على موقع ألو سيني (الفرنسية)
- داميانو دامياني على موقع تيرنر كلاسيك موفيز (الإنجليزية)
- داميانو دامياني على موقع أول موفي (الإنجليزية)
- داميانو دامياني على موقع قاعدة بيانات الأفلام السويدية (السويدية)
- داميانو دامياني على موقع قاعدة بيانات الفيلم (الإنجليزية)
- داميانو دامياني على موقع كينوبويسك (الروسية)